# Liuben Iliev
Liuben Iliev –en búlgaro, Любен Илиев– (24 de julio de 1989) es un deportista búlgaro que compite en lucha libre. Ganó una medalla de bronce en el Campeonato Europeo de Lucha de 2013, en la categoría de 96 kg.

## Palmarés internacional
| Campeonato Europeo | Campeonato Europeo | Campeonato Europeo | Campeonato Europeo |
| Año                | Lugar              | Medalla            | Categoría          |
| ------------------ | ------------------ | ------------------ | ------------------ |
| 2013               | Tiflis (Georgia)   | Medalla de bronce  | 96 kg              |